# هيرواكي ماتسوياما
هيرواكي ماتسوياما (باليابانية: 松山 博明) (31 أغسطس 1967 في كيوتو في اليابان – )؛ هو لاعب كرة قدم ياباني سابق كان يلعب كلاعب وسط.

## وصلات خارجية
- هيرواكي ماتسوياما على موقع رابطة كرة القدم اليابانية للمحترفين (اليابانية)
- هيرواكي ماتسوياما على موقع Soccerway.com (الإنجليزية)
- هيرواكي ماتسوياما على موقع عالم كرة القدم.نت (الإنجليزية)